# Словинська Ковачиця
45°45′ пн. ш. 16°59′ сх. д. / 45.75° пн. ш. 16.98° сх. д.
Словинська Ковачиця (хорв. Slovinska Kovačica) — населений пункт у Хорватії, в Б'єловарсько-Білогорській жупанії у складі громади Нова Рача.

## Населення
Населення за даними перепису 2011 року становило 137 осіб.
Динаміка чисельності населення поселення: